# Massachusetts General Hospital
Le Massachusetts General Hospital (ou Mass General ou MGH) est le premier et plus grand hôpital rattaché à la faculté de médecine de Harvard à Boston dans le Massachusetts. 
Il a été fondé en 1811, faisant de lui le troisième hôpital le plus ancien des États-Unis.

## Historique
Le langage de programmation MUMPS y fut développé par Neil Pappalardo dans le laboratoire vétérinaire du Dr Octo Barnett entre 1966 et 1967.

## Personnalités
- John Collins Warren, membre fondateur.
- Henry Viets, neurologue.
- Alessio Fasano, gastroentérologue pédriatique et chercheur.
- John Homans, ancien interne